# Cacería en encierro
La caza en encierro o caza enlatada  es una forma de caza de trofeos que no se considera de "persecución justa", típicamente por mantener animales de caza en una área limitada como en un rancho cercado para impedir que los animales puedan escapar aumentando la chance del cazador a tener éxito. El término ha sido utilizado para la caza conducida del urogallo, en extensiones grandes de Gran Bretaña donde se  cría el urogallo rojo. Según WordNet, una cacería enlatada es un "cazar para animales han sido criados en ranchos hasta que  son bastante maduros para ser cazados por coleccionistas de trofeos."
Ha habido críticas de este método de caza tanto por parte de cazadores como de grupos de bienestar animal. "Cacería enlatada" y "caza de vanidad" son términos derogatorios  no generalmente aplicados por los practicantes de actividades así descritas.

## Legislación en los EE.UU.
La caza enlatada ha sido prohibida o restringida en 20 estados de los Estados Unidos, incluyendo Alabama, Arizona, California, Connecticut, Delaware, Georgia, Hawái, Maryland, Massachusetts, Minnesota, Misisipi, Montana, Nevada, Carolina del Norte, Oregón, Rhode Island, Virginia, Wisconsin y Wyoming.
En 2006, Alabama fue el último estado más en acogerse a la legislación que prohíbe muchas formas de caza enlatada.  En 2007 la Legislatura Estatal de Nueva York prohibió todo caza de animales "exóticos" en encierro seguros estuvo derrotada por inacción legislativa.

## Criticismo
Existe crítica a la práctica de caza en encierro por falta de ética en la caza o "persecución justa", la idea que un animal tiene una posibilidad justa de huir del cazador, y no es demasiado fácil para el cazador cazar el animal.
Grupos como el Pope & Young Club y el Boone y Crockett el club no acepta los animales cazados en encierro para inclusión en sus libros récord. Boone Y Crockett el club refiere a la actividad como "tiro enlatado", cuando reclaman que no hay ninguna caza implicada.
Club de safari Internacional ya no acepta los animales cazados en encierros para inclusión en sus libros récord y categorías de premio.